# Strzyż jukatański
Strzyż jukatański (Campylorhynchus yucatanicus) – gatunek małego ptaka z rodziny strzyżyków (Troglodyditae). Występuje endemicznie w Meksyku na Jukatanie. Bliski zagrożenia.

## Taksonomia
Po raz pierwszy gatunek opisał Carl Eduard Hellmayr na łamach Publication. Field Museum of Natural History. Zoological series w 1934. Nadał mu nazwę Heleodytes brunneicapillus yucatanicus, uznając go za podgatunek strzyża kaktusowego (Campylorhynchus brunneicapillus). Holotyp i 3 inne okazy pochodziły z Jukatanu. Obecnie (2021) Międzynarodowy Komitet Ornitologiczny uznaje strzyża jukatańskiego za osobny gatunek w rodzaju Campylorhynchus. Od strzyża kaktusowego jukatański różni się upierzeniem, głosem, zachowaniem i budową gniazda. Gatunek monotypowy.

## Morfologia
Długość ciała wynosi około 18 cm, masa ciała: 31–40 g. Wierzch głowy brązowoczarny, w kierunku karku coraz bardziej rdzawy. Barkówki i grzbiet ciemnobrązowe. W okolicach zgięć skrzydeł znajdują się liczne białe pasy. W niższej części grzbietu stają się mniej widoczne. Kuper i pokrywy nadogonowe pokrywają matowe, czarnobrązowe pasy. Pokrywy skrzydłowe większe i mniejsze tworzą czarno-brudnobiałe pasy, widoczne dobrze przy złożonym skrzydle. Lotki I i II rzędu są matowoczarne z brudnobiałym wzorem na chorągiewkach zewnętrznych, na złożonym skrzydle widocznym jako 7–9 białych pasków. Sterówki z wierzchu pokryte są pasami barwy czarnobrązowej i białoszarej; od spodu widać 12–14 poprzecznych pasów. Broda, gardło i pierś brudnobiałe; pokryte pasami, szerszymi na niższej części boków. Pokrywy podogonowe zdobią liczne, ciemne pasy. Tęczówka czerwonobrązowa, dziób szary lub czarnoszary na górnej szczęce, a u nasady dzioba – o barwie rogowej. Nogi ciemnoszare.

## Zasięg występowania
Strzyże jukatańskie zamieszkują północne wybrzeże Jukatanu od okolic Celestún na wschód po El Cuyo; głównie w stanie Jukatan, marginalnie w północnej części stanu Campeche.

## Ekologia i zachowanie
Środowiskiem życia strzyżów jukatańskich są niskie, nadbrzeżne zarośla, zwykle złożone z porozrzucanych krzewów o wysokości 3–6 m; okazjonalnie występują też opuncje (Opuntia). Zwykle te ptaki spotykane są w parach lub grupach rodzinnych. Żerują na ziemi i w niskich zaroślach. Skład pożywienia jest nieznany. Często podczas żerowania ptaki te rozkładają ogon lub machają nim. Lubią kąpać się w pyle.

### Lęgi
Okres lęgowy trwa od maja do czerwca. Gniazdo umieszczone jest 2–3 m nad ziemią na krzewie, a nie jak u strzyżów kaktusowych – w kaktusie. Ma ono formę jajowatej konstrukcji z trawy o długości bliskiej 25 cm, a szerokości 15 cm; otwór wejściowy liczy około 5 cm średnicy. Nad wejściem zwisa „klapka”. Gniazdo budują oba ptaki z pary. W odpowiednim środowisku gniazda są dość liczne, muszą więc występować gniazda służące tylko do odpoczynku. Brak informacji o jajach, inkubacji i młodych.

## Status i zagrożenia
IUCN uznaje strzyża jukatańskiego za gatunek bliski zagrożenia (NT, Near Threatened) od 2004 roku (stan w 2020); wcześniej, od 1988 począwszy, uchodził za gatunek najmniejszej troski (LC, Least Concern). Organizacja Partners in Flight w 2019 roku szacowała liczebność populacji na nie więcej niż 50 tysięcy dorosłych osobników. Trend populacji zdaje się być stabilny według BirdLife International. Zagrożenie stanowi niszczenie środowiska przez rozwój turystyki. Możliwe również, że lęgom zagraża zbieranie drewna na opał przez lokalną ludność.